# شمس‌الدین جزایری
شمس‌الدین جزایری (۱۲۹۲–۱۳۶۹) وزیر فرهنگ، نماینده دوره هجدهم مجلس شورای ملی، حقوقدان، وکیل و استاد دانشگاه تهران بود.

## پیشینه خانوادگی
شمس‌الدین جزایری طبق شناسنامه‌اش در سال ۱۲۸۳ به دنیا آمده، اما خودش اذعان می‌داشت که سال تولد واقعی او ۱۲۸۵ شمسی است. خانواده پدری او در تهران به سادات شوشتری مشهور بوده و اغلب در کسوت روحانیت بودند. پدر او، سید حسن شوشتری، نیز روحانی بود. خانواده مادری او از خانواده شیخ‌الاسلامی قزوین بودند.
وی در دبستان حسینیۀ تهران تحصیل کرد  و ‌دبیرستان در را دبیرستان‌های تدین و دارالفنون گذراند. 

## تحصیلات
جزایری در جوانی در کسوت روحانیت بود. هنگام سفر به اروپا تغییر لباس داد. وی تحصیلات اولیه را در دبیرستان دارالفنون گذراند. در ۱۳۱۲ از طرف دولت برای ادامهٔ تحصیل عازم اروپا شد و در رشتهٔ علم اقتصاد و حقوق بین‌الملل فارغ‌التحصیل شد. رسالهٔ وی در مقطع دکترا بحران اقتصادی و تأثیرات آن بر ایران نام داشت که در پاریس در سال ۱۹۳۸ به چاپ رسید.

جزایری پس از اخذ مدرک دکترا در ۱۳۱۷ به ایران بازگشت و در دانشکدهٔ حقوق به سمت دانشیار مشغول به کار شد. همزمان با تدریس در دانشگاه، ریاست دبیرستان شرف را نیز عهده‌دار گردید.

## تأسیسی حزب ایران و حزب وحدت ایران
شمس‌الدین جزایری از بنیانگذاران حزب ایران است. در پی ائتلاف این حزب با حزب توده و پس از ان شکست این ائتلاف، در سال ۱۳۲۵ به همراه حسین مکی و چند نفر دیگر از اعضای حزب ایران از حزب جدا شده و به تشکیل حزب وحدت ایران اقدام کرد که چندان مدتی این فعالیت دوام نیاورد.

## فعالیتهای سیاسی و شغلی
وی مدتی در وزارت دارائی صاحب مقاماتی؛ از جمله ریاست کارخانجات مؤسسهٔ دخانیات و اداره کل باربری شد و پس از تأسیس سازمان برنامه، به عضویت شورای عالی آن برگزیده شد. تا آنکه در پنجم تیر ۱۳۲۹ به عنوان وزیر فرهنگ دولت رزم‌آرا معرفی شد.
دوران وزارت جزایری با نهضت ملی شدن نفت و تظاهرات و اعتصاب‌های دانش‌آموزان و دانشجویان همزمان بود. در پنجم دی ۱۳۲۹ غلامحسین فروهر وزیر دارایی کابینه رزم‌آرا سخنان شدیداللحنی علیه ملی شدن نفت در مجلس شورای ملی کرد که به جنجال و اعتراض و برکناری‌اش انجامید. جزایری پس از چند روز به مجلس رفت و ضمن ابراز همدلی با هواداران ملی شدن نفت، سوگند خورد که رزم‌آرا و دیگری اعضای دولت از اینکه فروهر می‌خواسته چنین سخنانی در مجلس بگوید خبر نداشته و از اعلام بیزاری خودش و دیگر اعضای دولت نسبت به سخنان فروهر خبر داد. اما فروهر نامه‌ای در روزنامه کیهان انتشار داد و اظهارات جزایری را تکذیب کرد. و در پی آن، جزایری برکنار شد.
جزایری در دوران مصدق بیکار بود. تا جایی که به گفته خودش «در موقعی که بنده ماهی ۶۱۴ تومان برای پرداخت اقساط بانک رهنی برای خانه سیصد متری که با قرض از بانک رهنی تهیه کرده بودم احتیاج داشتم، به من حقوقی داده نمی‌شد که بتوانم این ۶۱۴ تومان را بپردازم، بنابراین من در دوران آقای دکتر مصدق سخت‌ترین وضع را از نظر زندگی داشتم».
پس از کودتای ۲۸ مرداد از تهران به نمایندگی مجلس هجدهم انتخاب شد و پس از پایان دوره نمایندگی‌اش مدتی استاندار خراسان بود. در سال ۱۳۴۱ امیرالحاج (سرپرست حجاج) شد.

## فعالیتهای علمی
شمس‌الدین جزایری از استادان دانشکده حقوق و علوم سیاسی دانشگاه تهران بود و مدتی نیز ریاست مدرسه شرف و ریاست فرهنگ تهران را هم بر عهده داشت.
او بنیانگذار دانشکده اقتصاد بوده و در دانشکده حقوق و علوم سیاسی به تدریس دروس مالیه، اقتصاد سیاسی، حقوق کار و بیمه‌های اجتماعی اشتغال داشت.

## آثار
1. حقوق کار و بیمه‌های اجتماعی (انتشارات دانشگاه تهران - ۱۳۴۴)[۹]
2. سالنامه خاندان جزایری و خویشاوندان - ۱۳۴۹
3. قوانین مالیه و محاسبات عمومی و مطالعه بودجه از ابتدای مشروطیت تا به حال (انتشارات دانشگاه تهران - ۱۳۴۲)[۱۰]
4. عواید کار و سرمایه، وضع عملی کار و سرمایه و عواید آنها در رژیم اقتصاد آزاد (انتشارات دانشگاه تهران - ۱۳۴۵)[۱۱]

## درگذشت
شمس‌الدین جزایری سرانجام در سال ۱۳۶۹ در اروپا درگذشت.